# Kuks (górnictwo)

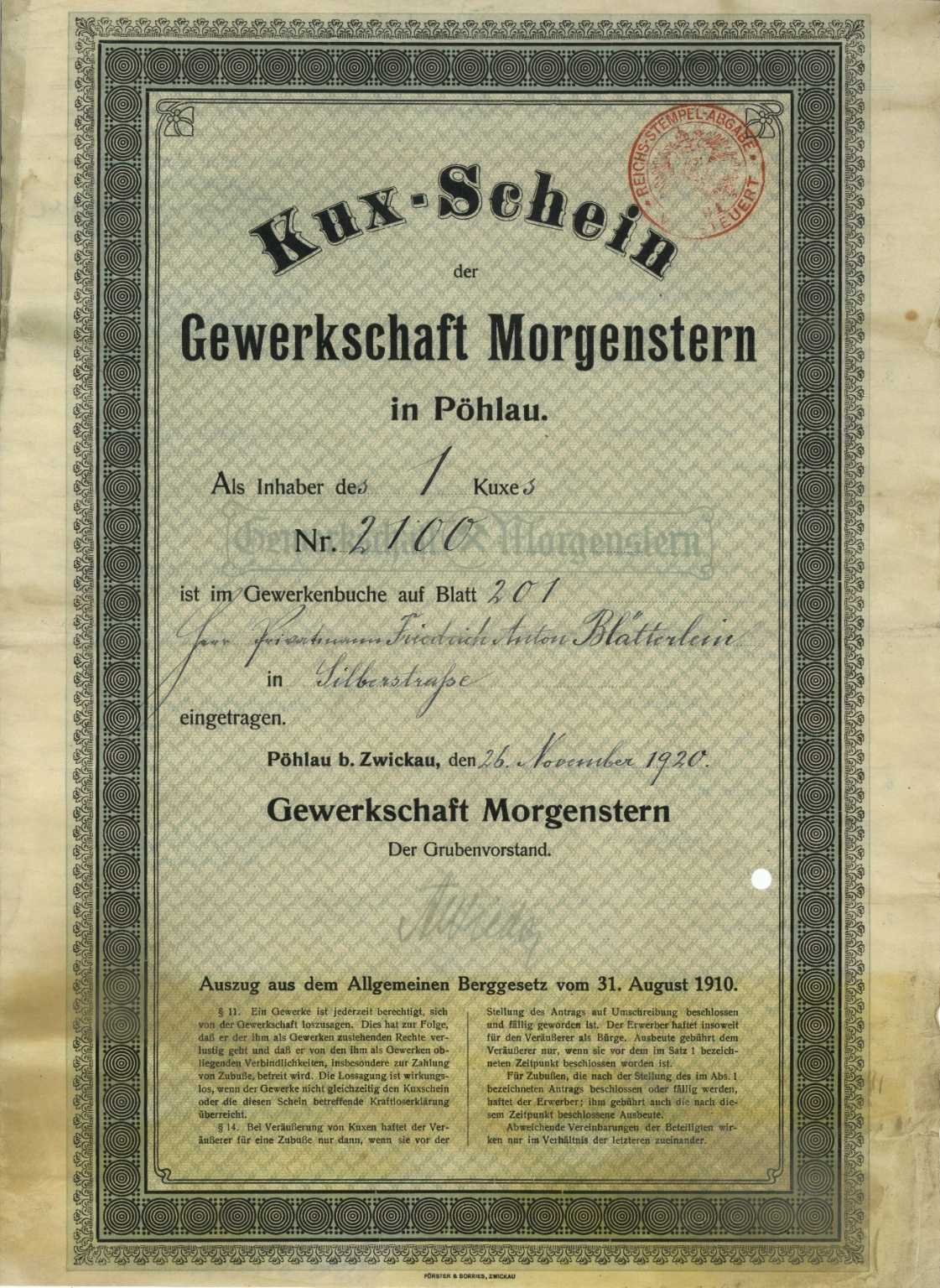
Dokument poświadczający udział w wysokości 1 kuksa, wystawiony w 1920 roku

Kuks (niem. Kux) – pojęcie z zakresu prawa górniczego, oznaczające udział gwarka, który stanowił {\displaystyle {\tfrac {1}{128}}} części nadania górniczego; połowa kuksa to grenis.
Gwarkowie, którzy dysponowali swoimi kuksami, byli zrzeszeni w bractwach górniczych zwanych również gwarectwami. W Polsce takie stowarzyszenia powstawały od 1363 roku.
Gwarectwa tzw. starego prawa (według landrechtu pruskiego z 1794 roku) dzieliły się na 128 kuksów , co wynikało z podziału pola górniczego, zaś gwarectwa tzw. nowego prawa (Das Allgemeine Berggesetz für die Preußischen Staaten, uchwalone 24 czerwca 1865 roku) dzieliły się na 100, 1000  lub na wielokrotności tysiąca, lecz  nie więcej niż 10 000.
Przykładowy podział kuksów na Śląsku według starego prawa wyglądał następująco:
- 122 kuksy gwareckie[6] [9]
- pozostałe tzw. „wolne kuksy”[6] :
  - 2 kuksy przypadały właścicielowi gruntu, na którym prowadzono eksploatację (tylko w przypadku osiągniętego zysku)[10]
  - 2 kuksy przeznaczano na utrzymanie szkół i kościołów[9]
  - 2 kuksy przypadały kasie Spółce Brackiej[9]

Cechą charakterystyczną udziałów w postaci kuksów jest brak ustalonej wartości nominalnej, jak w przypadku akcji. 
W II połowie XX wieku udziały w postaci kuksów były oficjalnie notowane na giełdzie papierów wartościowych w Düsseldorfie (niem. Börse Düsseldorf).